# معبد فينوس جينيتيكس
معبد فينوس جينيتيكس (Latin: Templum Veneris Genetricis) هو معبد مدمر في منتدى قيصر (Forum of Caesar)، روما، مخصص للإلهة الرومانية فينوس جينيتريكس، إلهة الأمومة والأسرة. تم تخصيصها للإلهة في 46 ق.م من قبل يوليوس قيصر.